# داگلاس (کانزاس)
داگلاس (به انگلیسی: Douglass) شهری در ایالت کانزاس کشور ایالات متحده آمریکا است که جمعیت آن در سرشماری سال ۲۰۱۰ میلادی، ۱٬۷۰۰ نفر بوده‌است.